# Karnobat
Karnobat (búlgaro:Карнобат) é uma cidade da Bulgária, localizada no distrito de Burgas. A sua população era de 18,480 habitantes segundo o censo de 2010.

## População
| Karnobat | Karnobat | Karnobat | Karnobat | Karnobat | Karnobat | Karnobat | Karnobat | Karnobat | Karnobat | Karnobat | Karnobat | Karnobat | Karnobat | Karnobat | Karnobat | Karnobat | Karnobat | Karnobat | Karnobat |
| --- | -------- | -------- | -------- | -------- | -------- | -------- | -------- | -------- | -------- | -------- | -------- | -------- | -------- | -------- | -------- | -------- | -------- | -------- | -------- |
| Ano | 1887     | 1910     | 1934     | 1946     | 1956     | 1965     | 1975     | 1985     | 1992     | 2001     | 2002     | 2003     | 2004     | 2005     | 2006     | 2007     | 2008     | 2009     | 2010     |
| População |          |          |          | 10,265   | 14,516   | 18,708   | 21,406   | 22,461   | 21,917   | 20,587   | 20,377   | 20,010   | 19,682   | 19,483   | 19,277   | 19,135   | 18,780   | 18,654   | 18,480   |
| Fontes: Instituto Nacional de Estatísticas, „citypopulation.de“, „pop-stat.mashke.org“, Bulgarian Academy of Sciences |          |          |          |          |          |          |          |          |          |          |          |          |          |          |          |          |          |          |          |